# Hiks
Hiks est un groupe d'electropop et rock français, originaire de Cléguérec, en Bretagne. Formé en février 2006 avec l'objectif de faire danser en fest-noz, Hiks a étudié l’essence même de ce genre musical en y incluant diverses influences : electro, punk, et rock, entre autres. Cette fusion avec la musique bretonne donne la « drum 'n' Breizh »[réf. nécessaire]. Son dernier album, Bezañ en e vutun, sort le 15 février 2019.

## Biographie

### Débuts etDrum 'n Breizh(2006—2009)
En 2006, Gaël et Yann, parrainés par Hervé Le Lu (ex-Carré Manchot), commencent à jouer en duo bombarde-percussions. Dans la lignée de Plantec ou David Pasquet Group, ils décident d'innover en faisant évoluer la musique bretonne à danser vers un son plus puissant caractérisé par de grosses rythmiques (drum and bass) en augmentant le nombre de musiciens. Hiks est formé à Cléguérec.
Ils sortent leur premier opus Drum'n Breizh en janvier 2008 et se produisent sur les grandes scènes bretonnes : festival des Vieilles Charrues à Carhaix, festival Yaouank à Rennes... Réalisé par Hervé Le Lu, composé par Gaël Lefévère et Goual Belz, l'album a entre-autres comme invités le rappeur Onan qui prête sa voix sur la suite de Loudéac, Thierry Bruneau qui joue de la vielle à roue et les frères Morvan sur une danse Plinn.

### Fig.2etBoson(2010—2013)

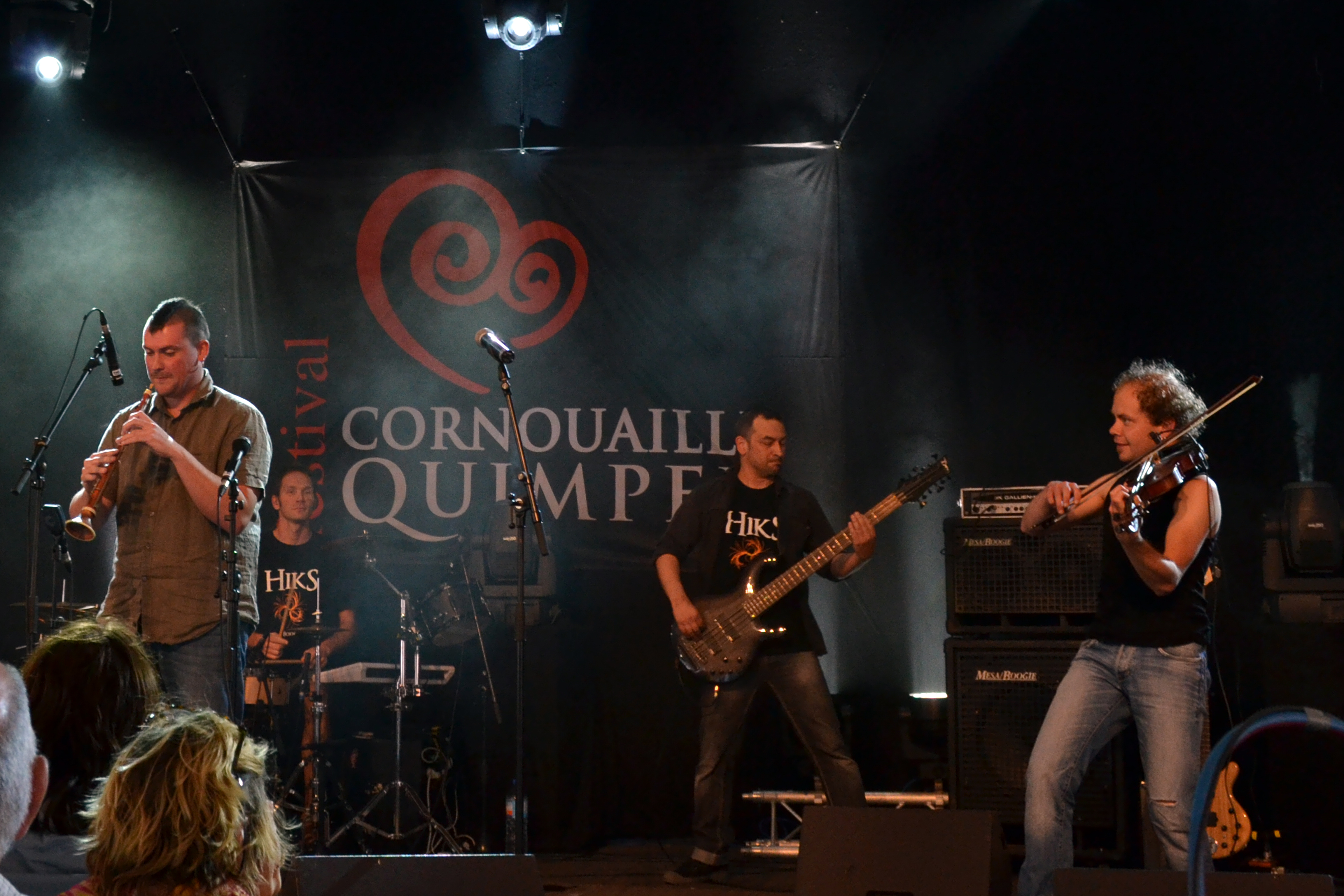
Hiks au Cyber fest-noz du festival de Cornouaille en 2013.

Fig.2, le deuxième album, au graphisme chirurgical hérité de la fin du XIXe siècle, sort en octobre 2010. La voix de Lors Landat et l'harmonica de Gurvan Le Ray renforcent l'atmosphère mystérieuse engendrée par des bruits et improvisations. Rencontré en studio en 2008, le groupe Tri Yann leur propose de jouer en première partie de leur tournée 2011 comprenant un passage le 6 mai au Zénith de Paris. En juillet 2011, Hiks est à l'affiche du festival de Cornouaille et en août 2011, il assure la première partie du groupe Texas lors du festival interceltique de Lorient.
Le 6 avril 2013, le groupe sort Boson, son troisième album auxquels ont participé des invités de marque : Sophie Cavez, accordéoniste belge, ancienne du groupe Urban Trad, accompagne Hiks à la guitare basse sur une bourrée ; début février 2013, Gabriel Yacoub chante sur le seul morceau traditionnel de l'album, la chanson Par un beau soir originaire du Pays de Lorient (rebaptisée au passage Chromodynamique cantique) et signe un autre titre de l'album, un bal gavotte.

### Operation Malicorne(2014—2018)

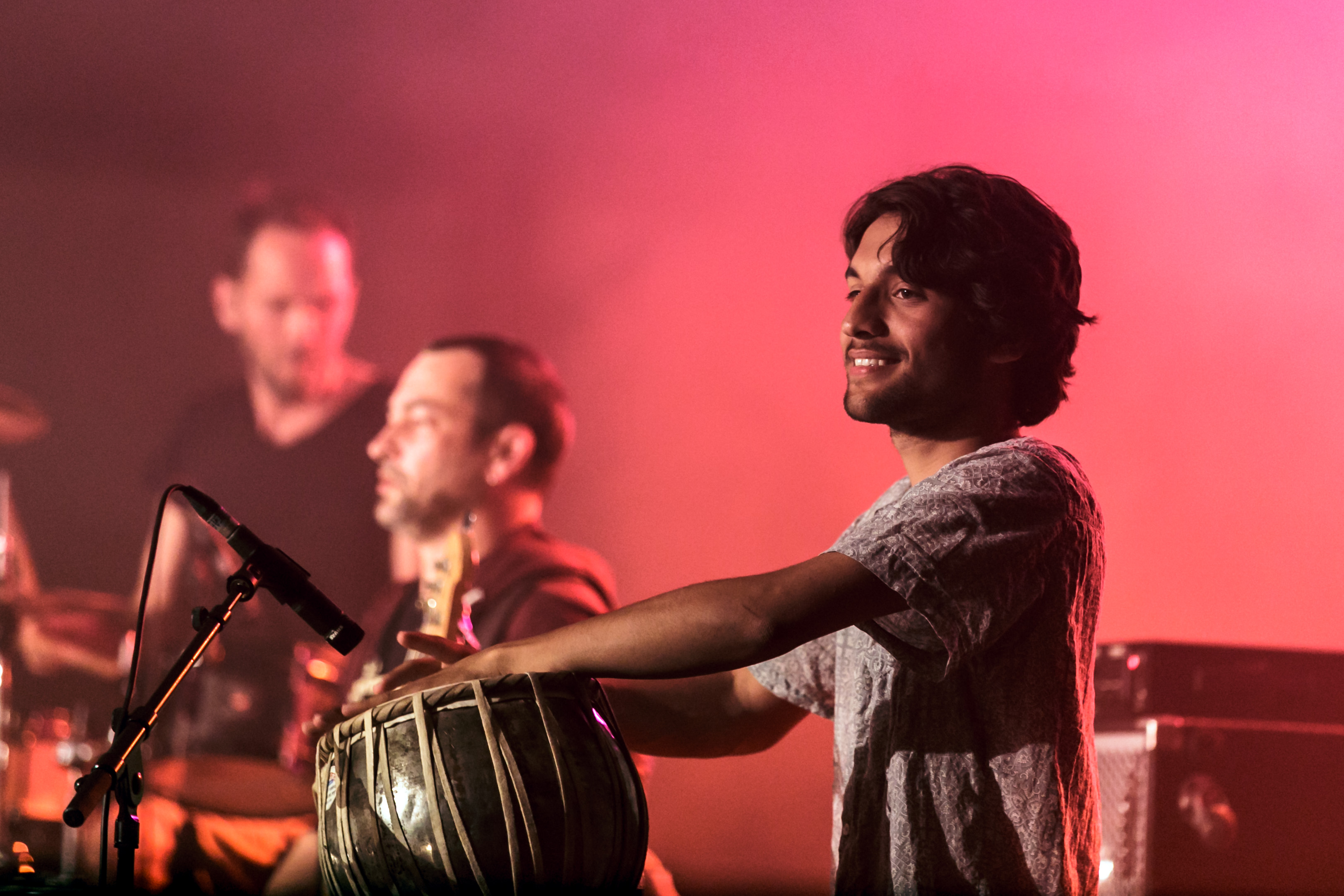
Ilyas Raphaël Khan invité en 2016.

Le 9 décembre 2014, Hiks publie un nouvel album studio intitulé Operation Malicorne constitué cette fois de dix reprises de Malicorne en hommage à la musique du groupe phare de la scène folk des années 1970 (reformé fin 2011). Ont participé à l'album les musiciens Benoît Guillemot, Yann Le Gall, Manu Colineaux, Pierre Droual, Gaël Lefévère, André Brunet, Nicolas Quemener, Stéphane de Vito ainsi que Gabriel Yacoub et Marie Sauvet de Malicorne en invités.

### Bezañ en e vutun(depuis 2019)
Vendredi 15 février 2019, Hiks sort chez Coop Breizh un nouvel album intitulé Bezañ en e vutun qui comprend 10 titres. Sur certains d'entre eux, d'anciens enregistrements audio se mêlent à la musique : Anjela Duval parlant de la danse ou encore des journalistes parisiens décrivant la campagne bretonne dans les années 1960. En effet, cet album questionne la notion de temps et de tradition, revendiquant la liberté de créer et renouveler la musique de fest-noz. Dans cet esprit, le livret du CD contient des photographies anciennes où sont incrustés des éléments contemporains (perche à selfie, gratte-ciels...) pour un effet anachronique. 
Le samedi 23 février 2019, Bezañ en e vutun fait l'objet d'une sortie officielle à Cléguérec à l'occasion d'un concert donné avec Yannick Noguet Quartet et de nombreux artistes.

## Membres

### Membres actuels
- Gaël Lefévère — bombarde
- Stéphane de Vito — basse
- Pierre Droual — violon
- Yann Le Gall — guitare
- Benoît Guillemot — batterie, programmations

### Anciens membres
- Goual Belz — basse (2006-2008)
- Erwan « Little » Lagatu — flûte (2006-2007)
- Yann Harscoat — machines, programmations

### Galerie

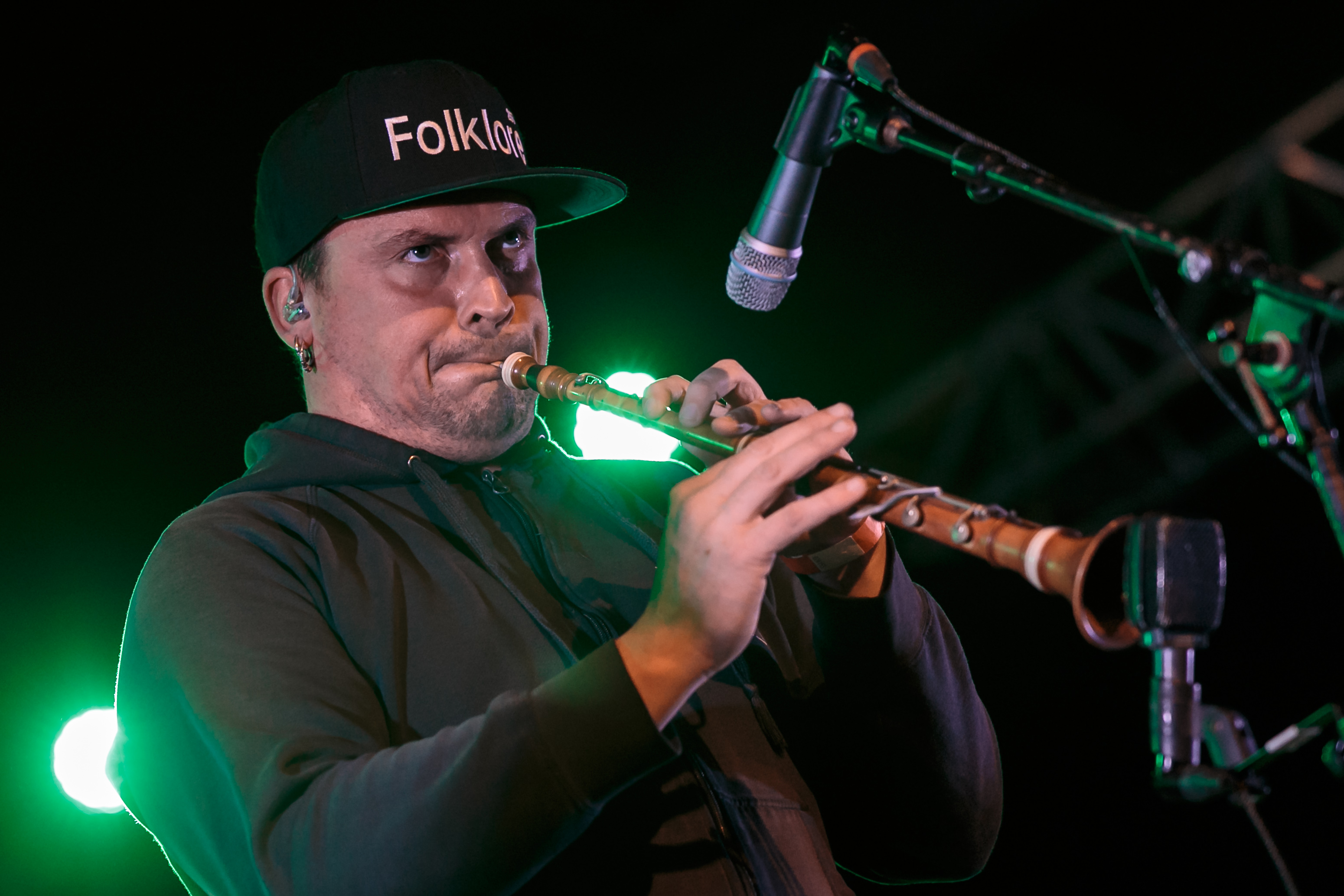
Gaël Lefévère.
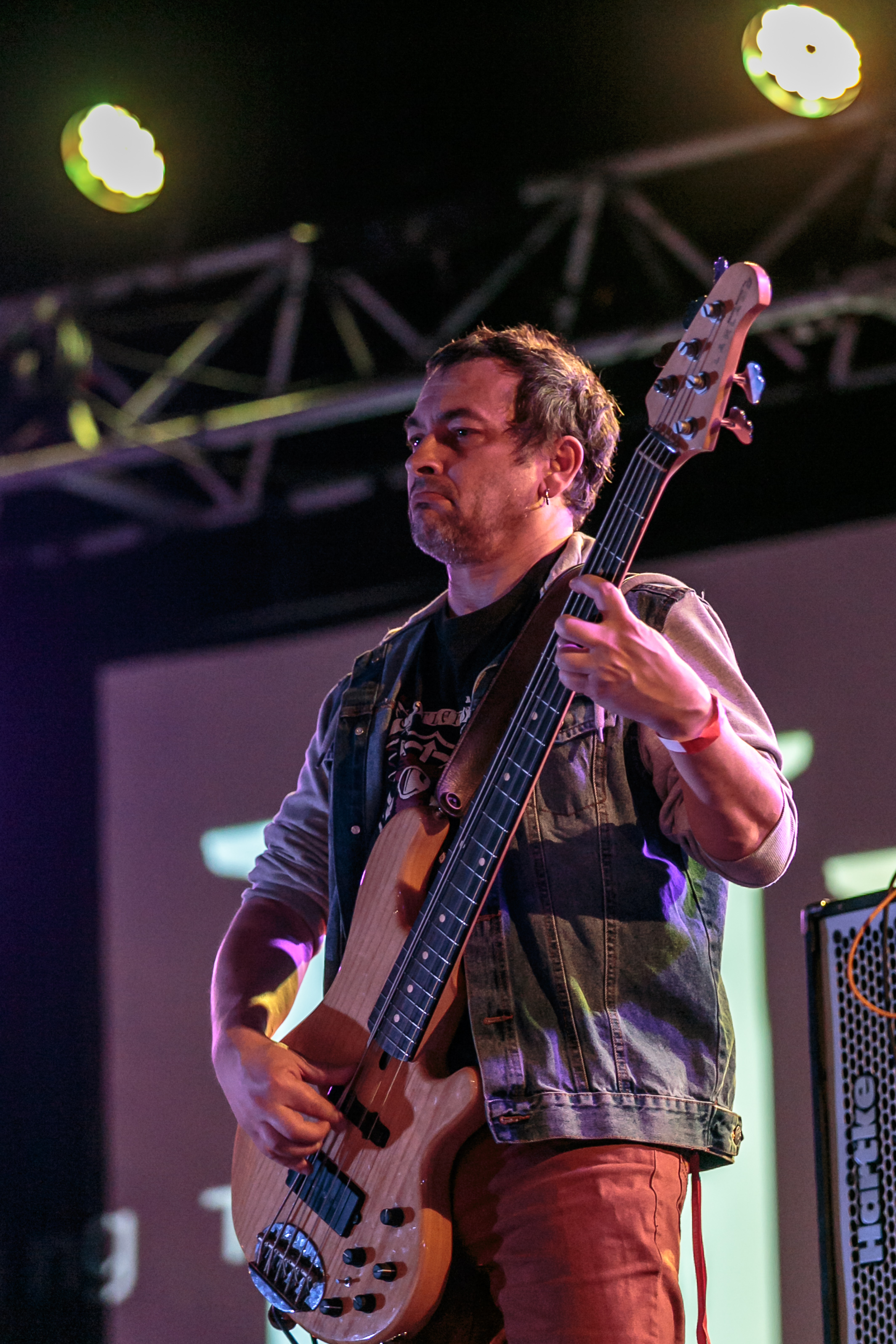
Stéphane de Vito.
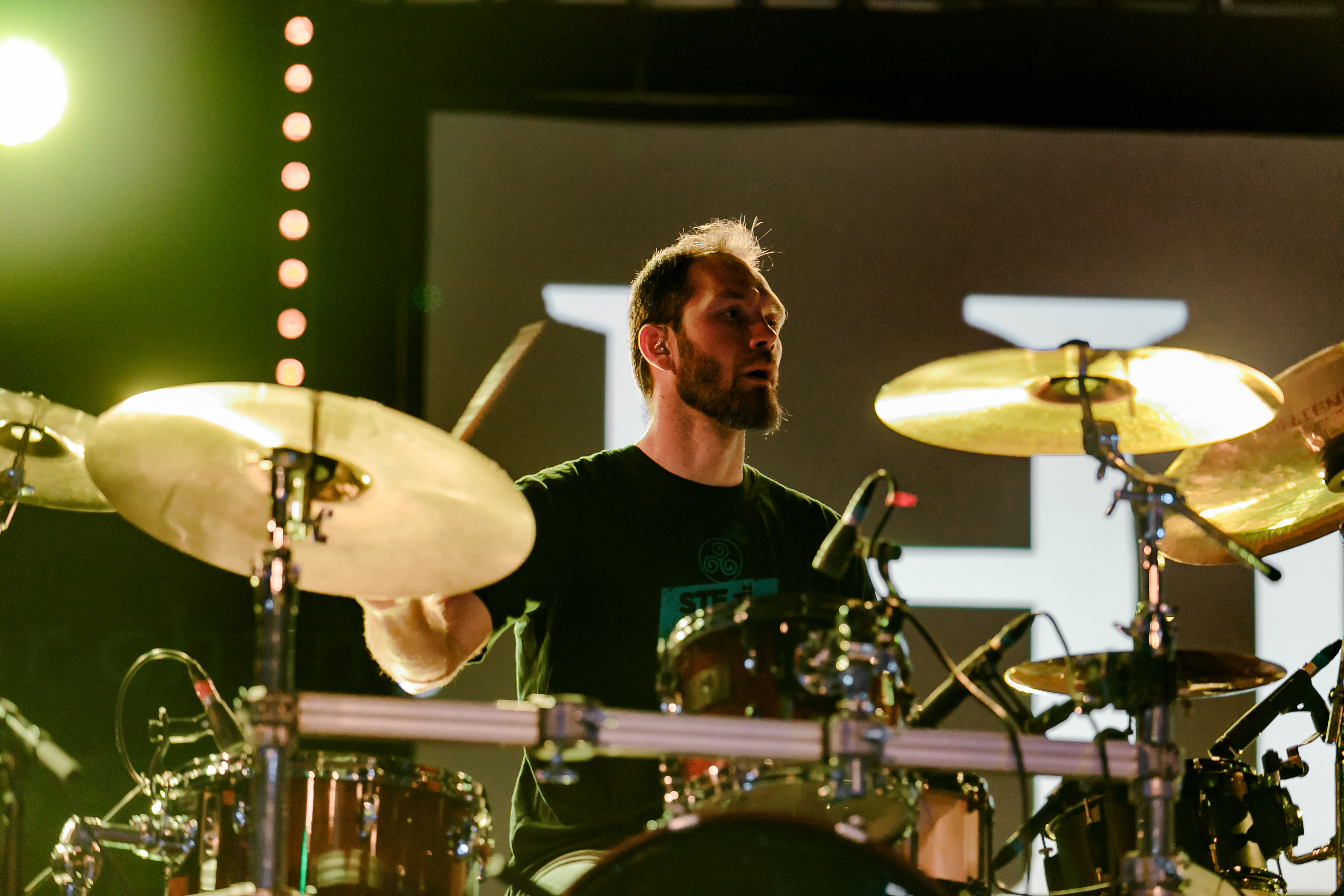
Benoît Guillemot.
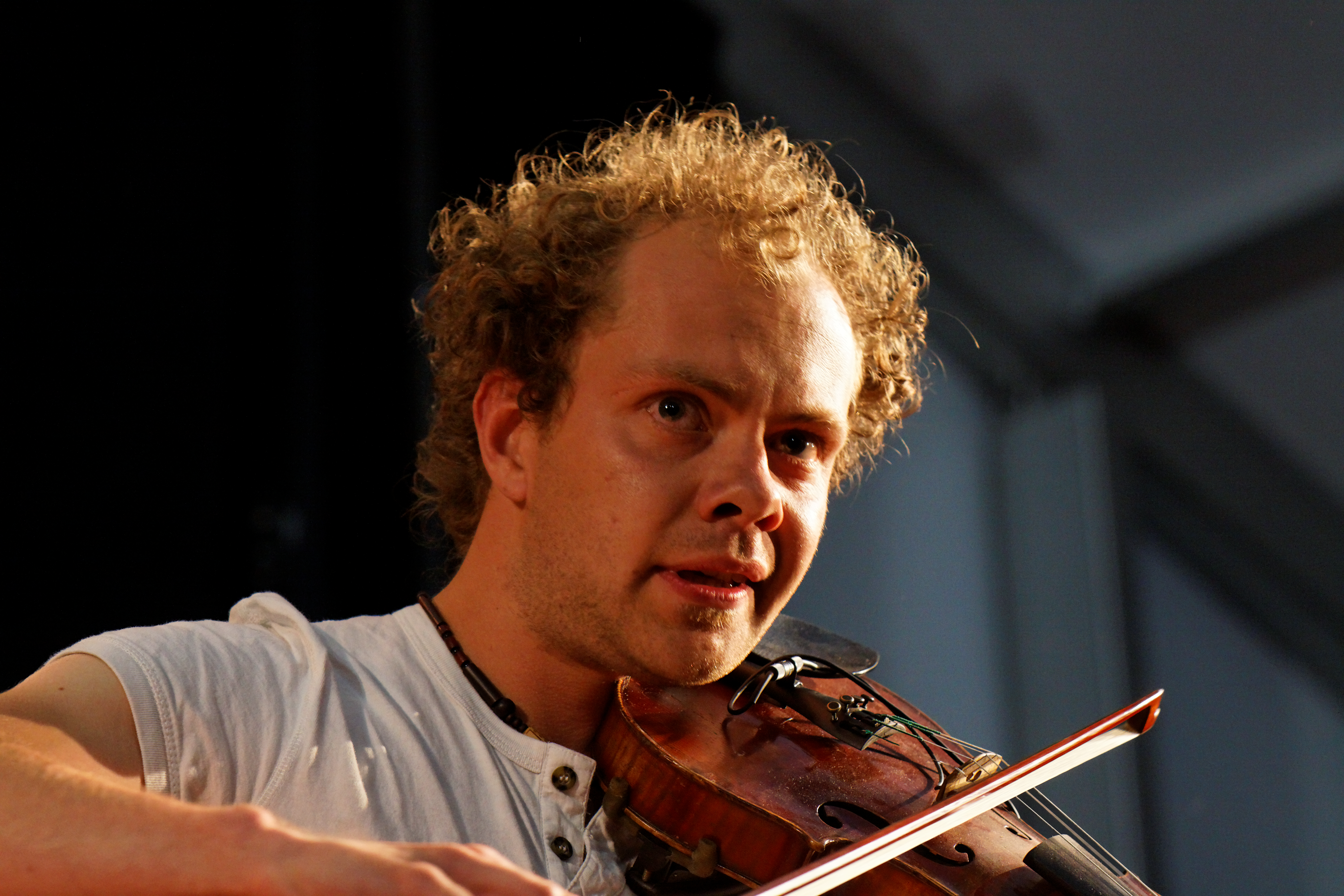
Pierre Droual.
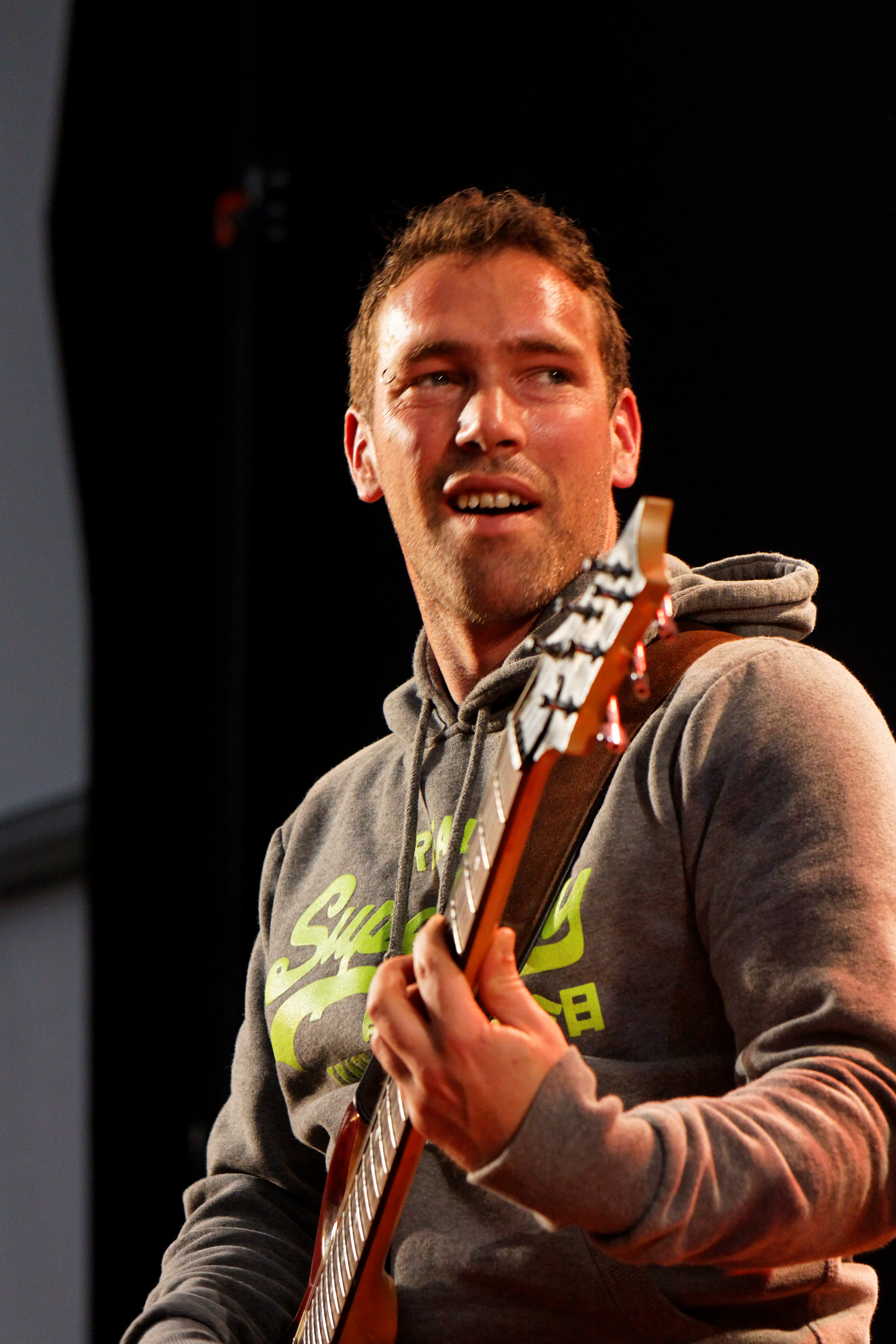
Yann Le Gall.